# Moritz Marwede

Moritz Marwede

Moritz Marwede (* 25. August 1851 in Bremen; † 11. April 1932 in Hannover) war ein deutscher Unternehmer.

## Biografie
Marwede war der Onkel von Hermann Marwede (Beck’s).
Er besuchte die Handelsschule in Bremen und wurde Kaufmann. Am 7. November 1873 leistete er in der Freien Hansestadt Bremen den Staatsbürger-Eid. Moritz Marwede gründete 1882 in Neustadt bei Hannover die „Fabrik für Torfstreu mit lokomobilem Betrieb“. Später entdeckte er, dass Torfmoos (Sphagnum) aus den heimischen Mooren antiseptische Eigenschaften hat. Daraufhin stellte er die Produktion um und nannte die Firma ab 1888 „Fabrik für Chirurgische Moospräparate“.
Die Produkte sind: Verband-Moos, Moos-Kissen, Moos-Matratzen, Unterlagen für Wochenbetten und Damenbinden. 1917 erfand Moritz Marwede die Moos-Einlegesohlen, die er unter dem geschützten Namen Marwede´s Moossohlen vertrieb. Die Produktion der Moossohlen wurde 1991 eingestellt.